# City Plan Vest
City Plan Vest (eller City Vest) var en skitse til etablering af et trafikknudepunkt vest for Københavns Hovedbanegård, på Vesterbro i København. Planen blev aldrig realiseret.
Historien om City Vest finder sin begyndelse med Fingerplanen fra 1947, konkretiseret i udkast til Generalplan fra 1954. Den første plan som konkret giver et bud på Vesterbros forandring er skitsen City Plan Vest fra 1958.
I 1964 besluttes nogle principper for udviklingen af City og i april 1965 nedsættes City Plan Vest udvalget der i 1968 offentliggjorde rapporten City Vest, hvori to forskellige forslag til områdets fornyelse blev præsenteret.

## Generalplanerne
"City Plan Vest blev oprindeligt skabt af en lille gruppe ingeniører og arkitekter på rådhuset, fordi de indså, at det er principielt forkert at lokke stadigt flere bilister ind gennem bykernen til Rådhuspladsen og Kongens Nytorv, for at fordele sig derfra rundt i byen. Samtidig lød de første svage røster om motorgade-gennembrud og Vestmotorvej, der krævede et hyperpotentielt trafikcenter, hvor de to veje mødes, og hvor Søringen skal føres under havnen og videre ud over Amager. Dertil kom, at kvarteret langs jernbaneterrænet langt fra er tidssvarende i sin nuværende skikkelse og kun kan vinde ved en byfornyelse." 
Det første, konkrete bud på en udformning af det nye københavnske city, blev fremlagt for offentligheden i 1958 med skitseprojektet kaldet City Plan Vest, som var blevet udarbejdet af byplankontorets generalplanafdeling under stadsingeniørens direktorat.
Foruden den udarbejdede model, udgav man også samme år en 40-siders bog kaldet City Plan Vest, der gav en detaljeret beskrivelse af projektet, og årsagen til dets udformning. Denne bog blev udgivet på både dansk og engelsk.
Til trods for de yderst detaljerede planer fra 1958, var der aldrig tale om et konkret eller endeligt projekt. Forslaget skulle opfattes som et eksempel på en idésammenhæng, og man understregede derfor, at en konkret generalplan for det forreste Vesterbro måtte kræve en dybere gennemarbejdelse og udvikling.
I maj 1965, bragte Ingeniørens Ugeblad en artikel om City Plan Vest, hvori projektet blev beskrevet som en Fugl Føniks. Denne formulering skyldes Københavns kommunes nedsættelse af City Plan Vest udvalget, som stillede krav om en gennemarbejdet generalplan inden for tre år. Et af de største problemer i generalplanen fra 1958, var det komplicerede og ekstremt pladskrævende Vesterbro gennembrud - det fireetagers udfletningsanlæg nær Halmtorvet.
I artiklen vises et fotografi af afdelingsingeniør Poul Lyager, som holder en lap papir over dette område, med teksten "Du'r ikke - VÆK".

### 1968
I 1968 præsenteredes den første gennemarbejdede generalplan for Vesterbroområdet.
Den nye plan var kendt under den mere enkle titel City Vest 1968.
I planen fremlagdes to forskellige forslag til en udformning af området. Disse blev kaldt Modulplanen og Karréplanen.

## Københavns ringmotorgader
Formålet med planen var, at man som udgangspunkt ville fjerne størstedelen af biltrafikken fra Indre By, via aflastende motorgader, som Søringen og Godsbaneringen.
Den yderste motorringgade, skulle følge den allerede eksisterende jernbanestrækning, Ringbanen. På sin rute gennem byen ville den blandt andet flette sig sammen med Bispeengbuen.

### Søringen
Inde i byens centrum ville man føre Søringen, som skulle være den indre ringmotorgade. Denne motorgade ville strække sig gennem Søerne og optage omkring 40 meter langs den østlige bred.
Gennem Skt. Jørgens Sø ville Søringen blive ført i tunnel, under søernes vandspejl. På Søringens strækning gennem Peblingesøen ville motorgaden langsomt stige op til omkring ½ etage over normalt gadeniveau, for at kunne muliggøre passage for fodgængere.
Siden motorgaden ville blive ført i tunnel, opstod der muligheder for at etablere et friluftsbad med flere bassiner på arealet oven på tunnellen.
Til- og frakørsel til Søringen ville ske ved Gl. Kongevej og Gyldenløvesgade. Mellem ramperne ved Gyldenløvesgade, ville man etablere et friluftsbad med flere bassiner og springvipper, mens man mellem ramperne ved Gl. Kongevej ville placere en bådehavn. Sammen havde disse funktioner til formål at tilføre Søerne nyt liv.
I forbindelse med anlæggelsen af Søringen ville man rive Søernes eksisterende broer ned, for at bygge nye broer på piller, for at kunne frigøre mere vandareal, der kunne kompensere for Søringens areal og mere til.
Formålet med denne nedrivning var at man ville øge Søernes samlede tilgængelighed, da broernes nye højde ville gøre det muligt at kunne gå fra den ene Gl. Kongevej til Østerbrogade langs Søernes bred, uden at krydse gaderne i niveau.

## Parkering
I alle udgaver af City Plan Vest-projektet, fokuserede man kraftigt på at forbedre parkeringsforholdene i Københavns centrum.

### Parkeringskældre
Ifølge et skitseprojekt til Søringen fra 1968, præsenterede arkitekt Ole Nørgård en plan for at imødekomme et ønske om flere parkeringspladser i København.
I bogen Søringen fra samme år vises der blandt andet planer for at bygge parkeringskældre under Søerne i forbindelse med anlæggelsen af Søringen. Til- og frakørsel til denne parkeringskælder ville ske via Søringen og de allerede eksisterende Nørre- og Øster Søgade.

### Parkeringshuse
Reelle parkeringshuse udgjorde et vigtigt element i skitsen fra 1958, hvor tre store parkeringshuse var planlagt i forbindelse med saneringen af Vesterbroområdet - et ved Ingerslevsgade, for enden af Tietgensbroen og et på grundene mellem Vesterbrogade og Gl. Kongevej. Det sidste af de tre parkeringshuse skulle anlægges på arealet over jernbanegraven ved Paladsteatret, der i øvrigt skulle saneres, og erstattes af et omfattende kongres- og 'forlystelsescenter', der senere i 1959 blev gennemarbejdet af arkitekt Houmøller Klemmensen (en) under navnet Københavnerhallen. Ved dette projekt blev der dog tale om en fireetagers P-kælder med plads til 1500 biler under udviklingsområdet.
I City Vest 1968 præsenteredes 'karréplanen', hvor Københavns parkeringsproblem skulle imødekommes af store femetagers parkeringshuse, som ville flankere den foreslåede nord-syd gående City Vest Gade mellem Halmtorvet og Gammel Kongevej.

## Ekstern henvisning
- City Plan Vest, Københavns Kommune, 1958
- City Vest 1968 – Trafik- og centerplan for det indre Vesterbro i København, Københavns Kommune, 1968
- Søringen - skitseforslag til udformning af søerne i København i forbindelse med anlæg af en ny motorgade, Stadsingeniørens Direktorat og Ole Nørgård, 1968
- Folk skal tvinges til at tage toget og lade bilen stå hjemme - Ingeniør og Bygningsvæsen nr. 44 - 03.11.1967 https://www.e-pages.dk/ingarkiv/6313/html5/fallback/?page=2&query=S%C3%B8ringen%20